# Solan (district)
Solan is een district in de Indiase deelstaat Himachal Pradesh, het ligt grotendeels in de Siwaliks. Het district heeft een oppervlakte van 1936 km² en 500.557 inwoners (2001).
Het district grenst aan de districten Bilaspur, Mandi, Shimla en Sirmaur, en het district Rupnagar in de deelstaat Punjab.
De grootste plaatsen in het district zijn Solan, Baddi, Nalagarh en Parwanoo.
Bilaspur · Chamba · Hamirpur · Kangra · Kinnaur · Kullu · Lahul and Spiti · Mandi · Shimla · Sirmaur · Solan · Una